# Live & Well
Live & Well – wydany w 1969 roku album B.B. Kinga. Wydawnictwo zawiera pięć utworów zarejestrowanych w trakcie koncertu w Village Gate w Nowym Jorku oraz pięć dodatkowych utworów studyjnych.
Wyjaśniając tytuł płyty, jej producent Bill Szymczyk napisał: „Zebraliśmy się, jak uważam, w grupę najlepszych młodych bluesmanów w kraju i zamknęliśmy się w „Hit Factory” na dwie noce. Rezultatem tych dwóch nocy jest „dobra” (well) strona tego albumu.”.

## Lista utworów
| 1.  | „Don't Answer the Door” (Jimmy Johnson)               | 6:14  |
|     |                                                       |       |
| 2.  | „Just a Little Love”                                  | 5:18  |
|     |                                                       |       |
| 3.  | „My Mood”                                             | 2:39  |
|     |                                                       |       |
| 4.  | „Sweet Little Angel” (King, Jules Taub)               | 5:03  |
|     |                                                       |       |
| 5.  | „Please Accept My Love” (King, Sam Ling)              | 3:14  |
|     |                                                       |       |
| 6.  | „I Want You So Bad”                                   | 4:15  |
|     |                                                       |       |
| 7.  | „Friends” (King, Bill Szymczyk)                       | 5:37  |
|     |                                                       |       |
| 8.  | „Get off My Back, Woman” (King, Ferdinand Washington) | 3:16  |
|     |                                                       |       |
| 9.  | „Let's Get Down to Business”                          | 3:36  |
|     |                                                       |       |
| 10. | „Why I Sing the Blues” (Dave Clark, King)             | 8:36  |
|     |                                                       |       |
|     |                                                       | 47:48 |
|     |                                                       |       |